# Écriture gothique ronde
Cette page contient des caractères spéciaux ou non latins. S’ils s’affichent mal (▯, ?, etc.), consultez la page d’aide Unicode.
 (février 2024).
Si vous disposez d'ouvrages ou d'articles de référence ou si vous connaissez des sites web de qualité traitant du thème abordé ici, merci de compléter l'article en donnant les références utiles à sa vérifiabilité et en les liant à la section « Notes et références ».

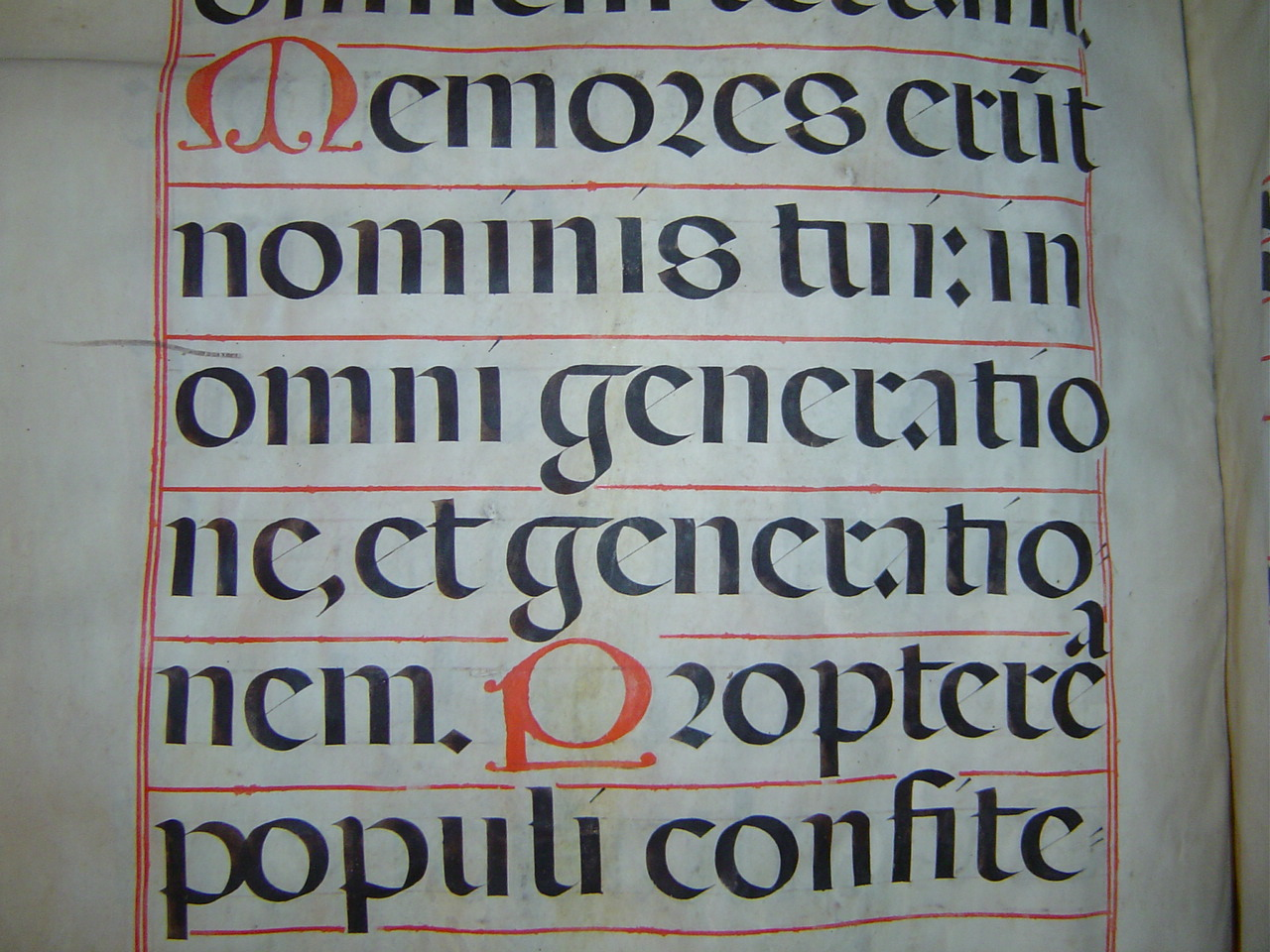
Écriture gothique ronde manuscrite dans un livre de la cathédrale de Mexico.

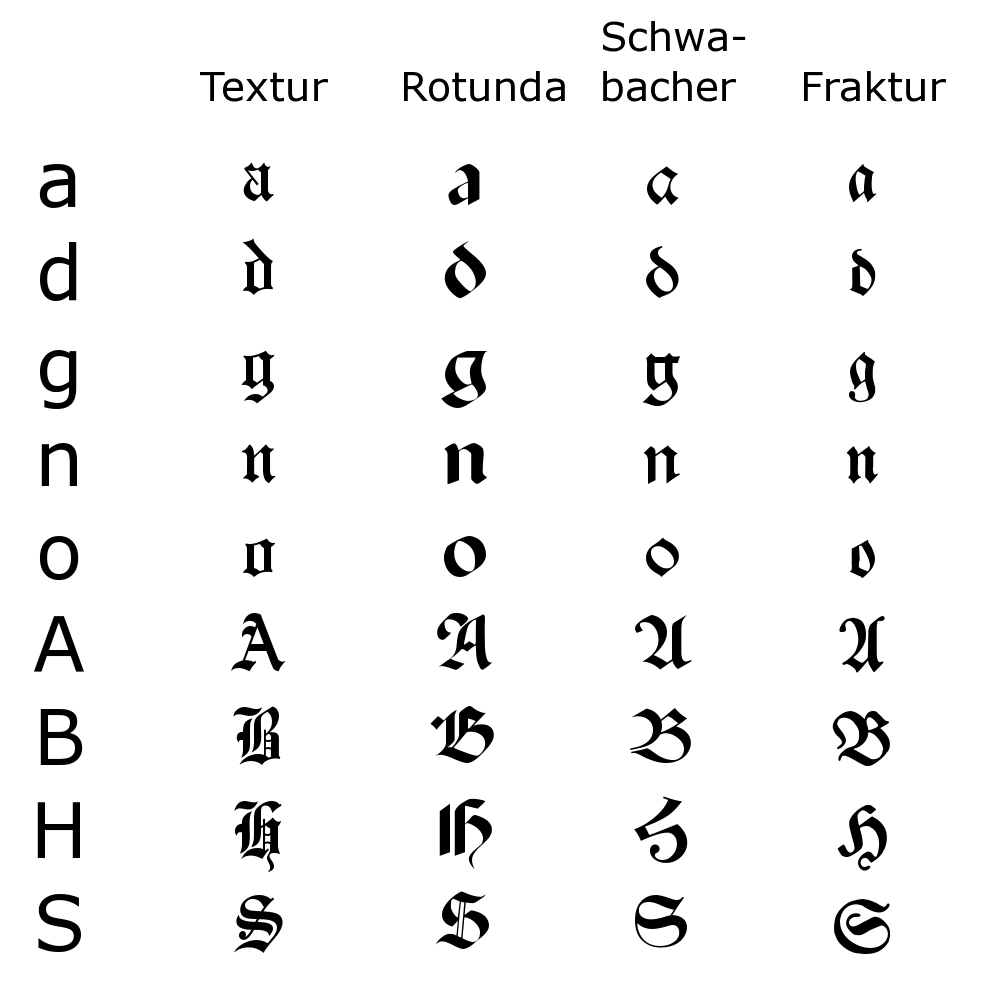
Comparaison de la gothique ronde (rotunda) et des autres écritures gothiques.

L'écriture gothique ronde ou rotunda (« ronde » en latin) est un type d'écriture gothique, développée à partir de la minuscule caroline. Elle a été principalement utilisée dans le sud de l'Europe au Moyen Âge.